# Los Masos
Los Masos település Franciaországban, Pyrénées-Orientales megyében. Lakosainak száma 972 fő (2022. január 1.). Los Masos Eus, Marquixanes, Estoher, Clara-Villerach és Prades községekkel határos.

## Földrajz

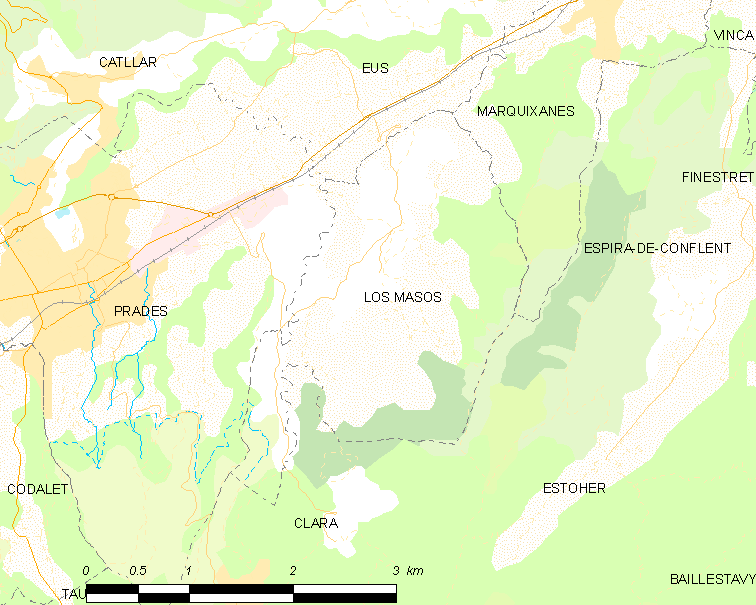
Los Masos és környéke

## Népesség
A település népességének változása:
| Lakosok száma | 905  | 932  | 960  | 966  | 978  | 982  | 979  | 976  | 972  |
|               | 2013 | 2015 | 2016 | 2017 | 2018 | 2019 | 2020 | 2021 | 2022 |